# In Somniphobia
In Somniphobia è il nono album in studio del gruppo musicale giapponese Sigh, pubblicato il 12 marzo 2012 dalla Candlelight Records.

## Tracce
1. Purgatorium – 4:48
2. The Transfiguration Fear – 4:51
3. Opening Theme: Lucid Nightmare – 1:58
4. Somniphobia – 7:34
5. L'excommunication à minuit – 5:38
6. Amnesia – 8:10
7. Far Beneath the In-Between – 7:10
8. Amongst the Phantoms of Abandoned Tumbrils – 9:31
9. Ending Theme: Continuum – 1:42
10. Fall to the Thrall – 5:17
11. Equale (I. Prelude/II. Fugato/III. Coda) – 8:00

## Formazione

### Gruppo
- Mirai Kawashima – voce, pianoforte, tastiere, organo, vocoder, minimoog, sitar, tabla, tambura, Glockenspiel, programmazione
- Dr. Mikannibal – voce, sassofono
- Shinichi Ishikawa – chitarra
- Satoshi Fujinami – basso
- Junichi Harashima – batteria